# Referendum federali in Svizzera del 2025
In Svizzera nel 2025 si è tenuto un referendum popolare il 9 febbraio. Altri referendum potrebbero tenersi nelle date del 28 settembre e del 30 novembre.

## Referendum di febbraio
Gli elettori erano chiamati a esprimersi sull'iniziativa popolare "Per un’economia responsabile entro i limiti del pianeta", detta anche Iniziativa per la responsabilità ambientale. L'iniziativa chiedeva che tutte le attività economiche in Svizzera potessero consumare risorse ed emettere sostanze nocive soltanto nella misura in cui le basi naturali della vita fossero conservate. L'iniziativa chiedeva inoltre che tale obiettivo fosse raggiunto entro dieci anni mediante l'adozione di misure socialmente sostenibili. Trascorso tale termine, l’impatto ambientale dei consumi interni non avrebbe dovuto superare i limiti del pianeta tenendo conto del rapporto tra la popolazione svizzera e quella mondiale. L'iniziativa non indicava quindi le specifiche misure di attuazione per raggiungere l'obiettivo, che sarebbero dovute essere decise in seguito dal Parlamento. Il Parlamento aveva respinto l'iniziativa, il Consiglio nazionale con 133 no, 61 sì e 1 astensione e il Consiglio degli Stati con 31 no e 11 sì. Anche il Consiglio federale raccomandava di respingere l'iniziativa ritenendo che avrebbe comportato l’introduzione di numerose nuove prescrizioni e divieti che avrebbero limitato fortemente i consumi, indebolito l’economia e reso prodotti e servizi più costosi.

### Risultati
| Titolo sintetico                            | Sì      | Sì   | No        | No   | Nulli  | Totale    | Iscritti  | Affluenza | Cantoni a favore | Cantoni a favore | Cantoni contro | Cantoni contro | Risultato |
| Titolo sintetico                            | Voti    | %    | Voti      | %    | Nulli  | Totale    | Iscritti  | Affluenza | Pieni            | Mezzi            | Pieni          | Mezzi          | Risultato |
| ------------------------------------------- | ------- | ---- | --------- | ---- | ------ | --------- | --------- | --------- | ---------------- | ---------------- | -------------- | -------------- | --------- |
| Iniziativa per la responsabilità ambientale | 639.005 | 30,2 | 1.473.529 | 69,8 | 25.384 | 2.112.534 | 5.618.325 | 38,05%    | 0                | 0                | 20             | 6              | Respinto  |